# 청주여자교도소
청주여자교도소(淸州女子矯導所)는 충청북도 청주시 서원구 산남동 19에 위치한 교도소로, 1989년 10월 16일에 설립된 대한민국에서 유일한 여자교도소이다. 대한민국에선 여자죄수들도 일반교도소에 수감되나, 장기수들은 특별히 청주여자교도소에 수감된다.

## 미디어

### 관련 TV 프로그램
- KBS 《다큐멘터리 3일 죄와 벌 - 청주 여자교도소 72시간》(2008년 11월 22일)
- SBS 희망TV 특별 드라마 《사랑의 기적》 (2010년 5월 7일)
- MBC 《휴먼다큐 사랑 - 엄마의 고백》(2011년 5월 6일)

### 영화
- 《하모니》 (2009,2010년)

### 드라마
- MBC 《전설의 마녀》 (2014년)
- tvN 《노란 복수초》 (2012년)

## 주요 죄수
- 고유정
- 임수경
- 장영자
- 최순실
- 이은해
- 황하나
- 장하영
- 전현주